# قرار مجلس الأمن التابع للأمم المتحدة رقم 1134
قرار مجلس الأمن التابع للأمم المتحدة رقم 1134، الذي اعتمد في 23 أكتوبر 1997، بعد الإشارة إلى القرارات 687 (1991) و707 (1991) و715 (1991) و1060 (1996) و1115 (1997) بشأن رصد برنامج العراق للأسلحة، طلب المجلس من العراق التعاون مع أفرقة التفتيش على الأسلحة التابعة للجنة الأمم المتحدة الخاصة، وأعرب عن اعتزامه فرض حظر سفر على المسؤولين العراقيين في حال عدم الامتثال.
ولاحظ المجلس أنه منذ اتخاذ القرار 1115، وقعت حوادث منعت فيها أفرقة تفتيش تابعة ل لجنة الخاصة من الوصول إلى المواقع والأشخاص من قبل حكومة العراق. وذكرت أن هذه الحوادث غير مقبولة، وحذرت من اتخاذ مزيد من التدابير إذا استمر ذلك. ومع ذلك، أحرزت اللجنة تقدما في إنهاء برنامج العراق لتدمير أسلحة الدمار الشامل.
وأدان المجلس، متصرفا بموجب الفصل السابع من ميثاق الأمم المتحدة، رفض السلطات العراقية السماح لمفتشي الأمم المتحدة بالوصول إلى المواقع والأشخاص الذين تطلبهم، فضلا عن تعريض سلامة اللجنة الخاصة للخطر وإزالة وثائق المصالح أو تدميرها، وخلص إلى أن العراقيل تشكل انتهاكات ل قرارات مجلس الأمن السابقة وطالب العراق ب التعاون مع اللجنة الخاصة للسماح لها بالوصول إلى المواقع والأشخاص الذين تطلبهم. وفي حالة عدم الامتثال، كان على جميع البلدان أن تمنع وصول المسؤولين العراقيين إلى أراضيها. وقرر القرار البدء في وضع قائمة بأسماء المسؤولين الذين سينطبق عليهم حظر السفر إذا نفذت التدابير.
اعتمد القرار 1134 بأغلبية 10 صوتا مقابل لا شيء، وامتناع خمسة أعضاء عن التصويت من الصين ومصر وفرنسا وكينيا وروسيا، الذين عارضوا جوانب مختلفة من القرار. وأعربت الصين وروسيا عن تحفظات بشأن إمكانية فرض الجزاءات عمليا؛ وأعربت فرنسا وكينيا ومصر عن رغبتها في مواصلة مناقشة المقترحات والتعديلات قبل طرح القرار للتصويت.

## وصلات خارجية
- نص القرار في undocs.org